# チャールズ・エドワード・ハレ
チャールズ・エドワード・ハレ（Charles Edward Hallé、または Edward Charles Hallé、1846年6月4日 - 1919年1月31日）は、イギリスの画家である。ドイツ出身のピアニスト・指揮者・作曲家のチャールズ・ハレの息子で、ラファエル前派のスタイルを継承した歴史画や風俗画、肖像画を描いた。

## 略歴
パリで生まれた。父親のチャールズ・ハレ（1819-1895)はドイツ出身のピアニスト・指揮者・作曲家で1848年にイギリスに移り、1888年にナイトの称号を得た人物である。母親のDesiree Hallèはフランス生まれであった。彫刻家になった妹のエリノア・ハレ（Elinor Hallé CBE: 1856-1926)はマンチェスターで生まれ、骨折の治療具を発明したことでも知られている。
チャールズ・エドワード・ハレはロンドンのロイヤル・アカデミー・オブ・アーツの美術学校でリチャード・ドイルやカルロ・マロケッティに学んだ。17歳になった時、パリに修行に出てヴィクトール・モテ（1809-1897）の工房で働き、ローマにも旅した。
ロンドンに戻った1866年にロイヤル・アカデミー・オブ・アーツの展覧会に4点の作品を出展した後、ヴェネツィアを訪れた。その後はロンドンで活動し、1877年に裕福な画家のクーツ・リンジー（Coutts Lindsay: 1824-1913）がアカデミーで主流でない画家たちの作品を展示するためにロンドンに創立した「グロブナー・ギャラリー（Grosvenor Gallery）」で、ジョセフ・コミンズ・カー（Joseph Comyns Carr: 1849-1916）とともにスタッフになった。1888年にリンゼーと対立が生じた後、ラファエル前派に近い画家のエドワード・バーン＝ジョーンズ（1833-1898）とともに「ニュー・ギャラリー（New Gallery）」を設立した。ハレはグロブナー・ギャラリーやニュー・ギャラリーでしばしば作品を展示した。
1909年、回想録『画家の生涯からのメモ（Notes from a Painter's Life）』を出版し、この回想録は貴重な資料とされている。
ハレは主要なラファエル前派の画家たちと年齢が離れた世代の画家であるが、ラファエル前派のスタイルを継承した人物画を描いた。

## 作品

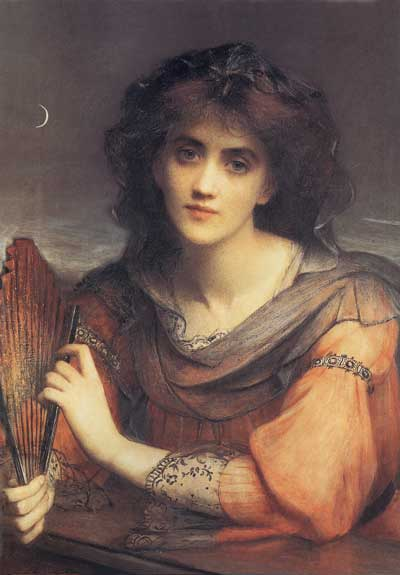
「Luna」
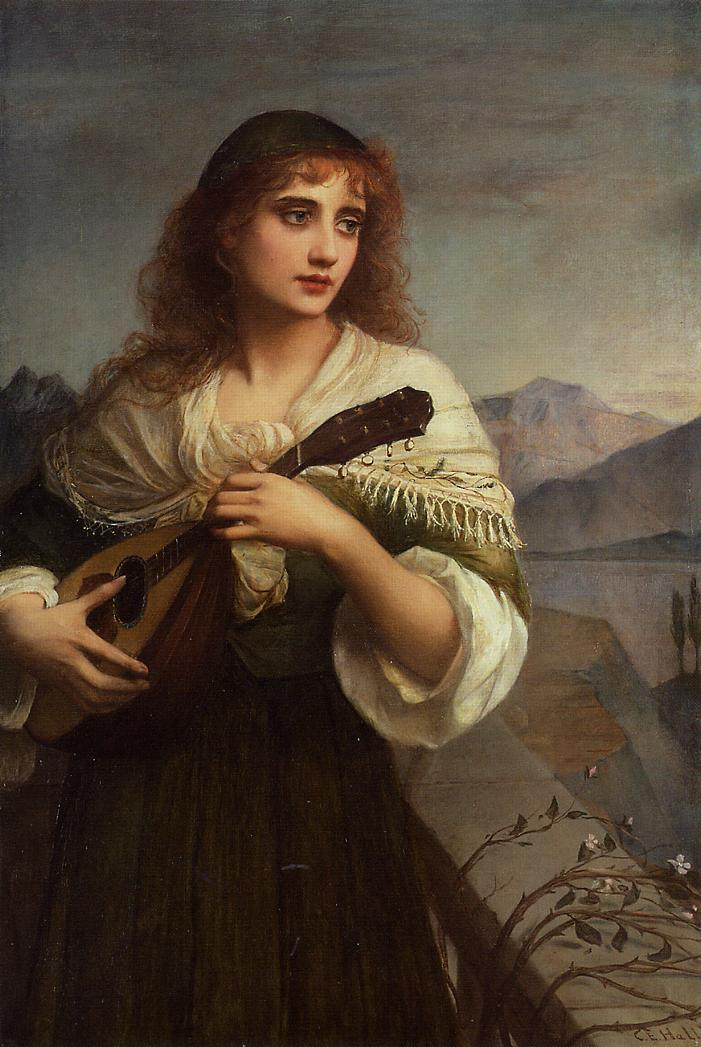
リュートを弾くフランチェスカ
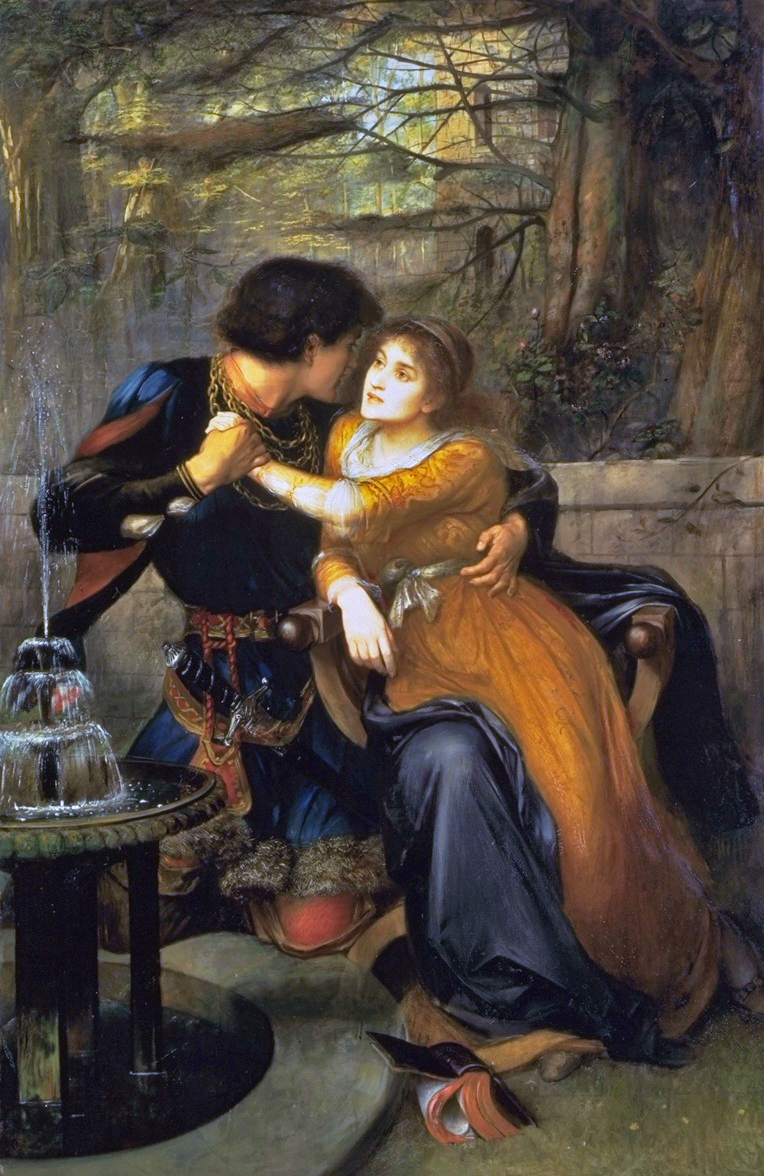
『パオロとフランチェスカ』
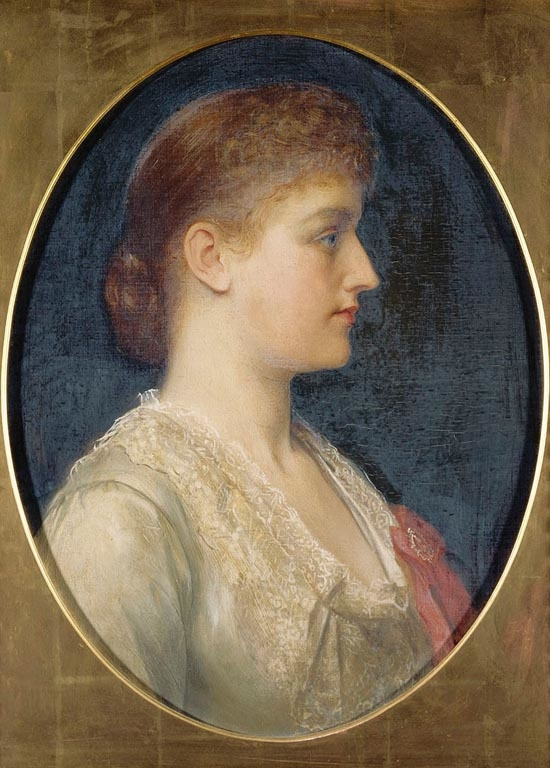
Hon. Amy Gwendoline Lambartの肖像画 (1880)